# Wereldkampioenschappen baanwielrennen 2015
De wereldkampioenschappen baanwielrennen 2015 werden van 18 tot en met 22 februari 2015 gehouden in het Vélodrome de Saint-Quentin-en-Yvelines in het Franse Saint-Quentin-en-Yvelines. Er stonden negentien onderdelen op het programma, tien voor mannen en negen voor vrouwen.

## Wedstrijdschema
| Onderdelen | Onderdelen           | Februari | Februari | Februari | Februari | Februari |
| Onderdelen | Onderdelen           | 18       | 19       | 20       | 21       | 22       |
| ---------- | -------------------- | -------- | -------- | -------- | -------- | -------- |
| Mannen     | Teamsprint           | Goud     |          |          |          |          |
| Mannen     | Ploegenachtervolging |          | Goud     |          |          |          |
| Mannen     | Keirin               |          | Goud     |          |          |          |
| Mannen     | Scratch              |          | Goud     |          |          |          |
| Mannen     | 1 km tijdrit         |          |          | Goud     |          |          |
| Mannen     | Puntenkoers          |          |          | Goud     |          |          |
| Mannen     | Achtervolging        |          |          |          | Goud     |          |
| Mannen     | Omnium               |          |          | Goud     | Goud     |          |
| Mannen     | Sprint               |          |          |          |          | Goud     |
| Mannen     | Koppelkoers          |          |          |          |          | Goud     |
| Vrouwen    | Teamsprint           | Goud     |          |          |          |          |
| Vrouwen    | Puntenkoers          | Goud     |          |          |          |          |
| Vrouwen    | 500m tijdrit         |          | Goud     |          |          |          |
| Vrouwen    | Ploegenachtervolging |          | Goud     |          |          |          |
| Vrouwen    | Achtervolging        |          |          | Goud     |          |          |
| Vrouwen    | Sprint               |          |          |          | Goud     |          |
| Vrouwen    | Scratch              |          |          |          | Goud     |          |
| Vrouwen    | Omnium               |          |          |          | Goud     | Goud     |
| Vrouwen    | Keirin               |          |          |          |          | Goud     |

## Medailles

### Mannen
| Onderdeel            | Goud | Goud                                                | Zilver | Zilver                                          | Brons | Brons                                                            |
| -------------------- | ---- | --------------------------------------------------- | ------ | ----------------------------------------------- | ----- | ---------------------------------------------------------------- |
| Sprint               | FRA  | Grégory Baugé                                       | RUS    | Denis Dmitrjev                                  | FRA   | Quentin Lafargue                                                 |
| 1km tijdrit          | FRA  | François Pervis                                     | GER    | Joachim Eilers                                  | NZL   | Matthew Archibald                                                |
| Achtervolging        | SUI  | Stefan Küng                                         | AUS    | Jack Bobridge                                   | FRA   | Julien Morice                                                    |
| Ploegenachtervolging | NZL  | Pieter Bulling Regan Gough Alex Frame Dylan Kennett | GBR    | Steven Burke Ed Clancy Owain Doull Andy Tennant | AUS   | Jack Bobridge Alexander Edmondson Mitchell Mulhern Miles Scotson |
| Teamsprint           | FRA  | Grégory Baugé Michaël D'Almeida Kévin Sireau        | NZL    | Edward Dawkins Ethan Mitchell Sam Webster       | GER   | Joachim Eilers René Enders Robert Förstemann                     |
| Keirin               | FRA  | François Pervis                                     | NZL    | Edward Dawkins                                  | MAS   | Azizulhasni Awang                                                |
| Scratch              | GER  | Lucas Liss                                          | ESP    | Albert Torres                                   | USA   | Bobby Lea                                                        |
| Puntenkoers          | RUS  | Artoer Jersjov                                      | ESP    | Eloy Teruel                                     | GER   | Maximilian Beyer                                                 |
| Koppelkoers          | FRA  | Bryan Coquard Morgan Kneisky                        | ITA    | Liam Bertazzo Elia Viviani                      | BEL   | Jasper De Buyst Otto Vergaerde                                   |
| Omnium               | COL  | Fernando Gaviria                                    | AUS    | Glenn O'Shea                                    | ITA   | Elia Viviani                                                     |

### Vrouwen
| Onderdeel            | Goud | Goud                                                         | Zilver | Zilver                                                   | Brons | Brons                                                         |
| -------------------- | ---- | ------------------------------------------------------------ | ------ | -------------------------------------------------------- | ----- | ------------------------------------------------------------- |
| Sprint               | GER  | Kristina Vogel                                               | NED    | Elis Ligtlee                                             | CHN   | Zhong Tianshi                                                 |
| 500m tijdrit         | RUS  | Anastasia Vojnova                                            | AUS    | Anna Meares                                              | GER   | Miriam Welte                                                  |
| Achtervolging        | AUS  | Rebecca Wiasak                                               | USA    | Jennifer Valente                                         | AUS   | Amy Cure                                                      |
| Ploegenachtervolging | AUS  | Annette Edmondson Ashlee Ankudinoff Amy Cure Melissa Hoskins | GBR    | Katie Archibald Elinor Barker Joanna Rowsell Laura Trott | CAN   | Allison Beveridge Jasmin Glaesser Stephanie Roorda Kirsti Lay |
| Teamsprint           | CHN  | Gong Jinjie Zhong Tianshi                                    | RUS    | Darja Sjmeleva Anastasia Vojnova                         | AUS   | Kaarle McCulloch Anna Meares                                  |
| Keirin               | AUS  | Anna Meares                                                  | NED    | Shanne Braspennincx                                      | CUB   | Lisandra Guerra                                               |
| Scratch              | NED  | Kirsten Wild                                                 | AUS    | Amy Cure                                                 | CAN   | Allison Beveridge                                             |
| Puntenkoers          | GER  | Stephanie Pohl                                               | JPN    | Minami Uwano                                             | USA   | Kimberly Geist                                                |
| Omnium               | AUS  | Annette Edmondson                                            | GBR    | Laura Trott                                              | NED   | Kirsten Wild                                                  |

### Medaillespiegel
| Plaats | Land                | Goud | Zilver | Brons | Totaal |
| 1      | Frankrijk           | 5    | 0      | 2     | 7      |
| 2      | Australië           | 4    | 4      | 3     | 11     |
| 3      | Duitsland           | 3    | 1      | 3     | 7      |
| 4      | Rusland             | 2    | 2      | 0     | 4      |
| 5      | Nieuw-Zeeland       | 1    | 2      | 1     | 4      |
| 5      | Nederland           | 1    | 2      | 1     | 4      |
| 6      | China               | 1    | 0      | 1     | 2      |
| 7      | Zwitserland         | 1    | 0      | 0     | 1      |
| 7      | Colombia            | 1    | 0      | 0     | 1      |
| 9      | Verenigd Koninkrijk | 0    | 3      | 0     | 3      |
| 10     | Spanje              | 0    | 2      | 0     | 2      |
| 11     | Verenigde Staten    | 0    | 1      | 2     | 3      |
| 12     | Italië              | 0    | 1      | 1     | 2      |
| 13     | Japan               | 0    | 1      | 0     | 1      |
| 14     | Canada              | 0    | 0      | 2     | 1      |
| 15     | Maleisië            | 0    | 0      | 1     | 1      |
| 15     | België              | 0    | 0      | 1     | 1      |
| 15     | Cuba                | 0    | 0      | 1     | 1      |
| Totaal | Totaal              | 19   | 19     | 19    | 57     |